# Bengt Gingsjö
Bengt Ingvar Gingsjö, född 15 april 1952 i Göteborg, död 14 september 2022 i Tyresö, Stockholms län, var en svensk simmare som deltog vid olympiska sommarspelen 1972 och 1976.
Höjdpunkterna i Gingsjös karriär var fjärdeplatsen på 1500 meter frisim vid OS i 1972 samt den individuella bronsmedaljen på 400 meter frisim vid VM 1973.

## Meriter

### Olympiska spel, Världsmästerskap och Europamästerskap
Bengt Gingsjös placeringar vid OS, VM och EM (ljusblå bakgrund markerar finalsimning):
| Långbana       | OS 1972 | VM 1973 | EM 1974 | VM 1975 | OS 1976 |
| -------------- | ------- | ------- | ------- | ------- | ------- |
| 200 m frisim   |         |         | 6       | 13      | 27      |
| 400 m frisim   | 6       |         |         | 12      | 28      |
| 1500 m frisim  | 4       | 5       | 5       |         |         |
| 400 m medley   | 6       | 6       | 9*      |         |         |
| 4×100 m frisim |         |         | 5       |         |         |
| 4×200 m frisim | 4       | 5       |         | 4       | 7       |
| 4×100 m medley |         |         |         |         | 11      |

* Gingsjö hade sjunde bästa tid i försöken, men startade inte i finalen.

### Europarekord
Bengt Gingsjö satte nytt europarekord (långbana) vid fyra tillfällen (det första i finalen på 1500 m vid OS 1972, vilket räckte till fjärde plats, de övriga tre vid Världsmästerskapen 1973):
- 400 m frisim: 4.01,27 (6 september 1973 – 27 juli 1975)
- 800 m frisim: 8.32,82 (9 september 1973 – 21 december 1974)
- 1500 m frisim: 16.16,01 (4 september 1972 – 5 augusti 1973), 16.06,01 (8 september 1973 – 25 augusti 1974)

### SM-guld
Bengt Gingsjö tog 17 individuella SM-guld.
|                 | Kortbana   | Långbana         |
| --------------- | ---------- | ---------------- |
| 100 m frisim    |            | 1972             |
| 200 m frisim    |            | 1972, 1974, 1975 |
| 400 m frisim    | 1974       | 1975             |
| 1500 m frisim   | 1974       |                  |
| 100 m fjärilsim |            | 1973             |
| 200 m fjärilsim |            | 1971, 1972       |
| 200 m ryggsim   | 1970       |                  |
| 200 m medley    |            | 1973             |
| 400 m medley    | 1974, 1975 | 1972, 1974, 1975 |

## Landsvägscykling
Efter simkarriären gick Gingsjö över till (bland annat) cykelsporten där han var aktiv i Fredrikshofs IF. Han blev svensk veteranmästare vid flera tillfällen:
Individuellt tempoloppp
H35: 1994
H50: 2002, 2003, 2004, 2005, 2006
H55: 2007, 2008, 2009
Partempo
H35: 1994
H40: 2000, 2001
H43: 1995
H50: 2003, 2004, 2005, 2006, 2007, 2008, 2009, 2011, 2012
Linjelopp
H50: 2002, 2004, 2009